# Präzisionsgleichrichter
Ein Präzisionsgleichrichter ist eine elektronische Schaltung in der elektrischen Messtechnik, welche eine Wechselspannung gleichrichtet, aber ohne die üblichen Mängel, die reale Dioden mit sich bringen. Insbesondere zur Messung kleiner Wechselspannungen sind solche Schaltungen erforderlich.

## Reale Diode

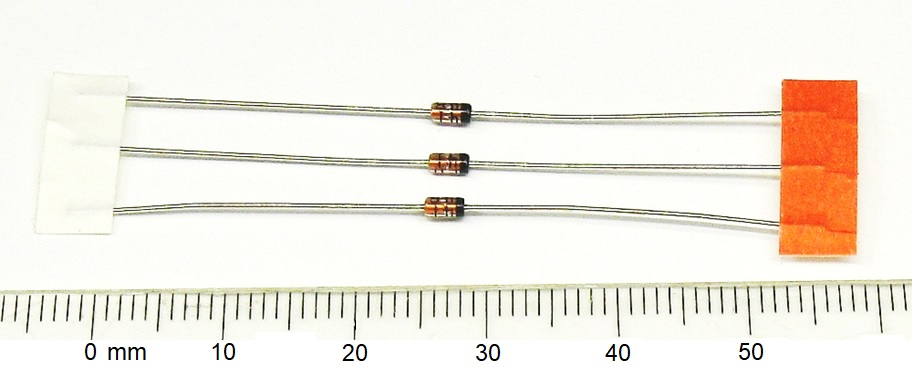
Silizium-Kleinsignaldioden 1N4148
max. 75 oder 100 V Sperrspannung (je nach Datenblatt),
max. 200 mA Durchlassstrom,
max. 4 ns Sperrerholzeit

Kleinsignal-Siliziumdioden  können nur eingeschränkt für Messzwecke verwendet werden; allerdings gibt es auch kein besseres Bauelement für diesen Zweck. Die zwei grundlegenden Abweichungen vom idealen statischen Verhalten (in Klammern Richtwerte bei 25 °C für die Typen 1N4148 und 1N914) sind:
| * Sperrstrom {\displaystyle I_{R}}        | (< 25 nA)                               |
| * Durchlassspannung {\displaystyle U_{F}} | (≈ 0,7 V, abhängig von der Stromstärke) |

Dabei kann der Sperrstrom in aller Regel als Ursache für Messabweichungen unbeachtet bleiben, die Durchlassspannung wirkt aber sehr verfälschend, zumal der Zusammenhang zwischen Durchlassspannung und Durchlassstrom stark nichtlinear und temperaturabhängig ist.
Abweichungen von idealen dynamischen Verhalten dieser Dioden gibt es für die hier behandelten Messaufgaben nicht.

## Schaltungsvarianten

### Einweggleichrichter
Mit Hilfe von rückgekoppelten Operationsverstärkern können reale Dioden so betrieben werden, dass sich die Schaltung wie eine ideale Diode verhält. Die Diode übernimmt weiterhin die Gleichrichtung, der Operationsverstärker kompensiert dabei die Durchlassspannung der Diode durch eine erhöhte Spannung an seinem Ausgang. Unsymmetrische Wechselspannungs-Kurvenformen werden nicht richtig wiedergegeben, da nur die eine der beiden Halbschwingungen berücksichtigt wird.

#### Einfacher Einweggleichrichter

Präzisions-Einweggleichrichter (nur positive Halbschwingung, Operationsverstärker bei negativer Halbschwingung übersteuert)

Eine einfache Präzisionsgleichrichterschaltung besteht, wie in nebenstehender Abbildung dargestellt, aus einem Operationsverstärker mit einer Diode und einem Widerstand in Reihe am Ausgang. Bei dieser Schaltung führt eine negative Eingangsspannung {\displaystyle u_{e}} dazu, dass die Diode sperrt und die Ausgangsspannung {\displaystyle u_{a}} auf 0 V bleibt. Bei einer positiven Eingangsspannung ist {\displaystyle u_{a}} gleich {\displaystyle u_{e}}.
Der Nachteil dieser einfachen Schaltung besteht darin, dass bei einer negativen Eingangsspannung durch die dann blockierende Diode die negative Rückkopplung am Operationsverstärker unterbrochen wird. Dies führt dazu, dass im Operationsverstärker die Ausgangsspannung in die Begrenzung getrieben wird, aus der sie bei später wieder positiver Eingangsspannung zeitlich verzögert herausgelangt. Dieses schlechte Zeitverhalten führt zu Abbildungsfehlern und reduziert die Bandbreite vor allem bei kleinen Eingangsspannungen.

#### Verbesserter Einweggleichrichter

Präzisions-Einweggleichrichter (nur negative Halbschwingung, Operationsverstärker nicht übersteuert)

Mit den fast immer zulässigen Näherungen des nicht übersteuerten idealen Operationsverstärkers
{\displaystyle u_{d}=0\quad ;\qquad i_{n}=0}
erzeugt die Messschaltung aus der Eingangsspannung {\displaystyle u_{e}} ein Spannungs-Signal
{\displaystyle u_{a}={\begin{cases}|u_{e}|&{\text{wenn }}u_{e}<0\\\ 0&{\text{wenn }}u_{e}>0\end{cases}}}
unabhängig von der Durchlassspannung {\displaystyle U_{F}}, selbst wenn {\displaystyle |u_{e}|<U_{F}} ist.
Bei dieser Schaltung ist in Abhängigkeit von der Polarität der Eingangsspannung immer eine der beiden Dioden leitend. Das vermeidet die Übersteuerung und Sättigung des Operationsverstärkers, wodurch sich das Zeitverhalten wesentlich verbessert. Da der Operationsverstärker die Durchlassspannung der Dioden zusätzlich zu {\displaystyle u_{a}} aufbauen muss, kommt es bei einem Polaritätswechsel der Eingangsspannung am Ausgang des Operationsverstärkers zu Spannungssprüngen um etwa die doppelte Durchlassspannung der Dioden. Deswegen sollen vor allem bei kleinen Eingangssignalen Operationsverstärker mit möglichst hoher Spannungsanstiegsgeschwindigkeit {\displaystyle {\tfrac {\mathrm {d} u}{\mathrm {d} t}}} (slew rate) eingesetzt werden.
Durch Ändern der Polarität beider Dioden in der Schaltung lässt sich wahlweise die positive oder die negative Halbschwingung auswerten.

### Vollweggleichrichter

#### Addierschaltung

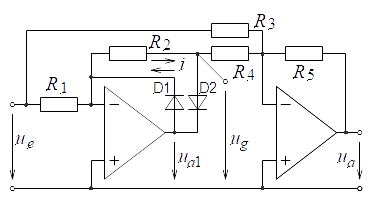
Präzisions-Vollweggleichrichter aus Einweggleichrichter und Addierer

Es gibt mehrere Möglichkeiten, einen Präzisions-Vollweggleichrichter zu realisieren. Die bekannteste Lösung besteht darin, den Präzisions-Einweggleichrichter durch eine nachgeschaltete invertierende Addierschaltung mit einem zusätzlichen Operationsverstärker zu erweitern, wie in nebenstehender Schaltung gezeigt wird.
Dem einen Eingang der Additionsstufe mit dem Widerstand {\displaystyle R_{3}} wird die Eingangsspannung {\displaystyle u_{e}} zugeführt. Dem anderen Eingang der Additionsstufe mit dem Widerstand {\displaystyle R_{4}} wird die Ausgangsspannung {\displaystyle u_{g}} der Einweggleichrichtung zugeführt. Wie in der vorigen Schaltung gilt an beiden Operationsverstärkern {\displaystyle u_{d}=0\;;\;i_{n}=0.}
● Bei negativer Eingangsspannung ist D2 gesperrt, durch {\displaystyle R_{2}} fließt kein Strom; {\displaystyle u_{g}=0}. Damit fließt auch kein Strom durch {\displaystyle R_{4}}. Da sich am Eingang des zweiten Operationsverstärkers die Spannung null einstellen muss, {\displaystyle u_{d}=0}, muss am Ausgang der Additionsstufe eine positive Spannung entstehen. Zusätzlich mit {\displaystyle i_{n}=0} muss sich {\displaystyle {\frac {u_{a}}{R_{5}}}+{\frac {u_{e}}{R_{3}}}=0} einstellen.
● Bei positiver Eingangsspannung ist D2 leitend, durch {\displaystyle R_{2}} fließt Strom; die Spannung {\displaystyle u_{g}} wird negativ. Am ersten Verstärker stellt sich {\displaystyle {\frac {u_{e}}{R_{1}}}+{\frac {u_{g}}{R_{2}}}=0} ein. Am Eingang des zweiten Operationsverstärkers gilt entsprechend {\displaystyle {\frac {u_{a}}{R_{5}}}+{\frac {u_{e}}{R_{3}}}+{\frac {u_{g}}{R_{4}}}=0.}
Mit der Dimensionierung {\displaystyle R_{1}=R_{2}=R_{3}=R_{5}=2\,R_{4}} vereinfacht sich das:
| ● bei {\displaystyle u_{e}\leq 0}        | {\displaystyle u_{g}=0\ ;}            | {\displaystyle u_{a}=-u_{e}}                                |
| ● bei {\displaystyle u_{e}\geq 0\qquad } | {\displaystyle u_{g}=-u_{e}\ ;\quad } | {\displaystyle u_{a}=-u_{e}-2\,u_{g}=-u_{e}+2\,u_{e}=u_{e}} |
Am Ausgang erscheint zu jedem Zeitpunkt der Betrag der Eingangsspannung. Der Vollweggleichrichter hat somit die Übertragungsfunktion
{\displaystyle u_{a}=|u_{e}|}.
Die Durchlassspannung geht in das Ausgangssignal der Gleichrichterschaltung nicht ein, indem {\displaystyle u_{g}} statt {\displaystyle u_{a1}} als Ausgangsspannung genommen wird. Der Verstärker muss nur in der Lage sein, an seinem Ausgang eine um {\displaystyle U_{F}} größere Spannung aufzubauen.
Der Rückkopplungswiderstand {\displaystyle R_{5}} kann ohne Einfluss auf die Funktion geändert werden, um die Gesamtverstärkung anzupassen. Wird beispielsweise der genannte Widerstand auf den 1,11fachen Wert erhöht, dann ist der Gleichwert der Ausgangsspannung so groß wie der Effektivwert einer sinusförmigen Eingangsspannung.
Die Ausgangsspannung {\displaystyle u_{a}} ist im Rahmen der Belastbarkeit des zweiten Operationsverstärkers lastunabhängig.

#### Brückengleichrichtung

Präzisions-Brückengleichrichter

Die nebenstehende Messschaltung erzeugt ein Strom-Signal
{\displaystyle i_{a}=|u_{e}|/R}
unabhängig von {\displaystyle U_{F}} und vom Innenwiderstand des Strommessgerätes.
Die Schaltung verhält sich in gewissen Grenzen wie eine gesteuerte ideale Stromquelle. Der Ausgangsstrom ist proportional zum Betrag der Eingangsspannung.
Nachteilig an der Brückengleichrichterschaltung ist, dass an keinem der Anschlusspunkte des Messgerätes dasselbe Potential wie an einem der Anschlusspunkte der Eingangsspannung liegt. Eine Folgeschaltung anstelle des Messgerätes zur Weiterverarbeitung des so gewonnenen gleichgerichteten Stromes muss potentialfrei gegenüber der Eingangsspannung sein.

## Anwendungen
Eingesetzt werden Präzisionsgleichrichter beispielsweise zur Betragsbildung von Wechselgrößen in Multimetern bei Niederfrequenz. 
Bei batterielosen Strom- und Spannungsmessgeräten wird die Verzerrung durch passive Dioden-Messgleichrichter durch eine im unteren Bereich nichtlineare Skalenteilung in den Wechselgrößen-Messbereichen ausgeglichen. Die Verwendung eines Präzisionsgleichrichters erfordert zwar eine Stromversorgung, gestattet jedoch eine lineare Teilung durchgängig bis zum Nullpunkt und gestattet das Messen auch kleinerer Spannungen weit unter einem Volt.

Präzisions-Einweggleichrichter zur Messung von Wechselgrößen für lineare Skalenteilung trotz nicht linearer Dioden-Kennlinie

Die nebenstehende Messschaltung zeigt als Beispiel einen Präzisions-Einweggleichrichter in einem Analogmultimeter.
Mit den Kennwerten des Operationsverstärkers
{\displaystyle u_{d}=0\quad ;\quad i_{e}=0}
gilt:
{\displaystyle i_{a}=i_{m}={\frac {u_{m}}{R_{m}}}}
Während der positiven Halbschwingung von {\displaystyle i_{a}} fließt der Strom durch das Messwerk; während der negativen Halbschwingung fließt {\displaystyle i_{a}} ebenfalls, aber am Messwerk vorbei. Bei sinusförmiger Eingangsspannung mit der Amplitude {\displaystyle {\hat {u}}_{m}} entsteht durch ein den Gleichwert bildendes Drehspulmesswerk eine Anzeige des halben Gleichrichtwertes
{\displaystyle I_{\mathrm {Anzeige} }={\frac {1}{2}}\;{\overline {|i_{a}|}}={\frac {1}{\pi }}\cdot {\frac {{\hat {u}}_{m}}{R_{m}}}}
Das Problem, dass aus dem Gleichrichtwert nur bei bekannter Kurvenform der Eingangs-Wechselspannung auf deren Effektivwert geschlossen werden kann, bleibt auch bei Präzisiosgleichrichtern bestehen.